# ʻEhu
ʻEhu je bio havajski plemić (Aliʻi) te poglavica Kone, mjesta na Velikom otoku (Hawaiʻi).

## Život
ʻEhu je najvjerojatnije rođen na Velikom otoku. Njegovi su roditelji bili veliki poglavica Kuaiwa od Velikog otoka i jedna od njegovih supruga, Kamanawa-a-Kalamea. ʻEhu je postao vladar Kone, dijela Velikog otoka te je oženio gospu Kapohauolu. Njihov sin je bio ʻEhunuikaimalino. ʻEhuova druga supruga bila je žena zvana Kahoʻea (Ka-hoʻea) te je njihov sin bio Kama-ʻiole.
Nakon ʻEhuove smrti, njegov je sin ʻEhunuikaimalino postao vladar Kone.

## Poveznice
- Kuaiwa — ʻEhuov otac